# Хан выстрелил первым
«Хан выстрелил первым» (англ. Han shot first) — фраза, часто используемая в контексте противоречивых изменений фильма «Звёздные войны» (1977) в его переизданиях. В одной из сцен фильма Хан Соло встречается с охотником за головами Гридо в кантине Мос-Эйсли. В оригинальной версии фильма Хан застрелил Гридо, однако в будущих версиях сцена была изменена так, что Гридо стреляет в Хана первым. Режиссёр Джордж Лукас внёс это изменение, чтобы Хан не выглядел «хладнокровным убийцей» и у него было основание для самообороны. Многие фанаты франшизы выступают против изменения, считая, что оно ослабляет характер Соло, а сама фраза «Хан выстрелил первым» стала мемом в среде поклонников «Звёздных войн».

## Сцена
Контрабандист Хан Соло (Харрисон Форд) оказывается загнанным в угол охотником за головами Гридо (Пол Блейк/Мария Де Арагон) в кантине и под дулом бластера вынужден сесть с ним за стол. Пока они обсуждают деньги, которые Соло должен Гридо, Хан незаметно достаёт свой бластер под столом. Гридо говорит, что давно «ждал возможности» убить Соло. Соло отвечает: «Да, держу пари, что так».
Развязка сцены зависит от версии фильма. В оригинальной версии следует кадр с Гридо, за которым появляются вспышки, облако дыма и звук выстрела из бластера. Затем идёт кадр Гридо со спины, падающего на стол. В специальном издании 1997 года Гридо стреляет первым и промахивается, потому что Соло отводит голову, после чего Соло отвечает выстрелом, убивая Гридо.
В DVD-релизе 2004 года выстрелы происходят почти одновременно, и Соло уклоняется от выстрела Гридо. В Blu-ray-версии 2011 года сцена выстрелов между Соло и Гридо была укорочена на несколько кадров. Сцена была снова изменена для версии фильма, вышедшей на Disney+ 12 ноября 2019 года. В этой версии, с использованием крупного плана, уже показанного несколькими секундами ранее, Гридо произносит фразу, расшифрованную фанатами как «maclunkey» или «ma klounkee» («Это будет твой конец») перед тем, как выстрелить в Хана. Кроме того, кадр, на котором Гридо получает ранение, был удалён, а также были добавлены новые визуальные эффекты. Изменения были сделаны самим Лукасом ещё до того, как Disney купила франшизу в 2012 году.

## Критика
Это изменение стало одним из самых спорных среди многочисленных правок, внесённых в специальное издание «Звёздных войн» 1997 года. Многие фанаты утверждали, что это изменение искажает изначально морально неоднозначный характер Хана, делая его последующее превращение из антигероя в героя менее значимым. По словам Variety, «фанаты были в ярости. Это было оскорблением, кастрацией крутого персонажа».
Фанаты создали любительские версии оригинальной трилогии, чтобы отменить изменения Лукаса, особенно сцену с Соло и Гридо.
В интервью 2004 года Лукас ответил на критику: «Для меня [оригинальный фильм] больше не существует... Простите, что вы полюбили наполовину законченный фильм. Но я хочу, чтобы он был таким, каким я его задумывал». Он признал спор, надев футболку с надписью «Han shot first» на съёмочной площадке «Индиана Джонс и Королевство хрустального черепа».
В интервью 2012 года для The Hollywood Reporter Лукас сказал:
Спор о том, кто выстрелил первым — Гридо или Хан Соло — в Эпизоде IV... Я попытался устранить путаницу, но очевидно, что это расстроило людей, потому что они хотели, чтобы Соло был хладнокровным убийцей, хотя на самом деле он им не является. Сцена была снята крупными планами, и было неясно, кто сделал что и кому. Я добавил более широкий кадр, чтобы было ясно, что первым стреляет Гридо, но все хотели верить, что Хан выстрелил первым, потому что им хотелось, чтобы он просто застрелил его.
Черновик оригинального сценария вовсе не упоминал, что Гридо стрелял — только Соло[нужен лучший источник]. В 2015 году копия раннего сценария «Звёздных войн» была обнаружена в архиве библиотеки Университета Нью-Брансуика. В этой версии от 15 марта 1976 года Хан стреляет первым.
В интервью 2015 года Лукас сказал:
Хан Соло должен был жениться на Лее, и вы смотрите назад и думаете: «А должен ли он быть хладнокровным убийцей?» Потому что я думал мифологически — должен ли он быть ковбоем, должен ли он быть Джоном Уэйном? И я решил: да, он должен быть как Джон Уэйн. А когда ты Джон Уэйн, ты не стреляешь первым — ты даёшь другому сделать первый выстрел. Это мифологическая реальность, на которую, как мы надеемся, будет ориентироваться наше общество.
В книге 2020 года The Star Wars Archives: 1999–2005 Лукас прокомментировал: «Я никогда не задумывал Хана как безжалостного убийцу. Все хорошие парни стреляют при самообороне. Когда я монтировал сцену в 1977 году, было непонятно, кто что сделал».
Пол Блейк, исполнявший роль Гридо, сказал в интервью 2016 года: «Разумеется, всё было ясно в оригинальном сценарии — мы играли сцену на английском, и в конце сцены было написано: «Хан стреляет в пришельца». Это всё, что там было сказано — и именно это и произошло». Блейк считал, что если Гридо стреляет в Соло с близкого расстояния и промахивается, это делает его неуклюжим, а если в него просто выстреливают — в этом для него больше достоинства.
В 2015 году эксперт по праву Джон П. Гросс утверждал, что поведение Гридо представляло собой прямую угрозу и может быть оправдано правом на необходимую оборону в соответствии с законом США.
В 2014 году, отвечая на вопрос про Хана и Гридо, Харрисон Форд сказал: «Я не знаю и мне всё равно».

## Комментарии
1. ↑  Позже названные как «Звёздные войны. Эпизод IV: Новая надежда»
2. ↑  В фильме «Красная река» персонаж Джона Уэйна, Томас Дансон, стреляет в мексиканца, чей начальник, по признанию Дансонa, владеет землёй, которую тот пытается отобрать. Мексиканец начинает тянуться к оружию, и Дансон стреляет первым, сказав, что предвидел его движение «по глазам»[17]